# Campionato argentino di rugby a 15 1994
Il Campionato argentino di rugby a 15 1994   è stato vinto dalla selezione di Buenos Aires che ha battuto in finale la selezione della Cordoba.
Le 22 squadre iscritte (effettive solo 21) erano divise in tre livelli: "Campeonato", "Ascenso", "Clasificacion".

## Torneo "campeonato"
Le 8 squadre della prima divisione erano divise in due gironi di 4 squadre.

### Girone "A"
|          | CBA   | TUC   | ! CUY | SFE   |
| -------- | ----- | ----- | ----- | ----- |
| Cordoba  | ––––  | 27-22 | 39-29 | 59-13 |
| Tucumàn  | 22-27 | ––––  | 32-13 | 56-29 |
| Cuyo     | 29-39 | 13-32 | ––––  | 28-20 |
| Santa Fè | 13-59 | 29-56 | 20-28 | ––––  |

| pos | Squadra  | G. | V. | N. | P. | P+  | P-  | Diff. | Pt. |
| 1   | Cordoba  | 3  | 3  | 0  | 0  | 125 | 64  | +61   | 6   |
| 2   | Tucumàn  | 3  | 2  | 0  | 1  | 110 | 69  | +41   | 4   |
| 3   | Cuyo     | 3  | 1  | 0  | 2  | 70  | 91  | -21   | 2   |
| 4   | Santa Fè | 3  | 0  | 0  | 3  | 62  | 143 | -81   | 0   |

Retrocede: Santa Fè

### Girone "B"
|              | B.A.   | ROS   | S-J   | SAL    |
| ------------ | ------ | ----- | ----- | ------ |
| Buenos Aires | ––––   | 25-25 | 69-19 | 107-16 |
| Rosario      | 25-25  | ––––  | 23-12 | 112-6  |
| San Juan     | 16-69  | 12-23 | ––––  | 22-20  |
| Salta        | 16-107 | 6-112 | 20-22 | ––––   |

| pos | Squadra      | G. | V. | N. | P. | P+  | P-  | Diff. | Pt. |
| 1   | Buenos Aires | 3  | 2  | 1  | 0  | 201 | 57  | 144   | 5   |
| 2   | Rosario      | 3  | 2  | 1  | 0  | 160 | 43  | 117   | 5   |
| 3   | San Juan     | 3  | 1  | 0  | 2  | 50  | 112 | -62   | 1   |
| 4   | Salta        | 3  | 0  | 0  | 3  | 42  | 241 | -199  | 0   |

Retrocede: Salta

### Semifinali
| Rosario 6 maggio 1994 | Buenos Aires   | 168 – 12 | Tucumàn | Newell's Old Boys\| Arbitro: \| Stuart Piercey \| |
| Arbitro:              | Stuart Piercey |          |         |                                                   |

| Rosario 8 maggio 1994 | Rosario        | 23 – 25 | Cordoba | Newell's Old Boys\| Arbitro: \| Kevin Ricketts \| |
| Arbitro:              | Kevin Ricketts |         |         |                                                   |

### Finale
| Rosario 9 maggio 1994 | Buenos Aires   | 22 – 13 | Cordoba | C.A. Rosdario\| Arbitro: \| Stuart Piercey \| |
| Arbitro:              | Stuart Piercey |         |         |                                               |

## Zona "Ascenso"

### Girone A
|                   | NOE   | STG   | ER    | CUE   |
| ----------------- | ----- | ----- | ----- | ----- |
| Noroeste          | ––––  | 39-3  | 28-20 | 83-8  |
| Santiago          | 3-39  | ––––  | 25-13 | 33-24 |
| Entre Rios        | 20-28 | 13-25 | ––––  | 95-0  |
| Cuenca del Salado | 8-83  | 24-33 | 0-95  | ––––  |

| pos | Squadra           | G. | V. | N. | P. | P+  | P-  | Diff. | Pt. |
| 1   | Noroeste          | 3  | 3  | 0  | 0  | 150 | 31  | +119  | 6   |
| 2   | Santiago          | 3  | 2  | 0  | 1  | 61  | 75  | -15   | 4   |
| 3   | Entre Rios        | 3  | 1  | 0  | 2  | 128 | 53  | +75   | 2   |
| 4   | Cuenca del Salado | 3  | 0  | 0  | 3  | 32  | 211 | -179  | 0   |

Promossa: Noroeste
Retrocede: Cuenca del Salado

### Girone B
|               | MdP   | SUR   | A-V   | AUS   |
| ------------- | ----- | ----- | ----- | ----- |
| Mar del Plata | ––––  | 26-12 | 38-5  | 78-3  |
| Sur           | 12-26 | ––––  | 23-13 | 64-8  |
| Alta Valle    | 5-38  | 13-23 | ––––  | 35-17 |
| Austral       | 3-78  | 8-64  | 17-35 | ––––  |

| pos | Squadra       | G. | V. | N. | P. | P+  | P-  | Diff. | Pt. |
| 1   | Mar del Plata | 3  | 3  | 0  | 0  | 142 | 20  | 122   | 6   |
| 2   | Sur           | 3  | 2  | 0  | 1  | 99  | 47  | 52    | 4   |
| 3   | Alta Valle    | 3  | 1  | 0  | 2  | 53  | 78  | -25   | 2   |
| 4   | Austral       | 3  | 0  | 0  | 3  | 28  | 177 | -149  | 0   |

Promossa: Mar del Plata

Retrocede: Austral

## Zona "Clasificacion"

### Girone A
|          | MIS   | FOR   | JUJ  |
| -------- | ----- | ----- | ---- |
| Misiones | ––––  | 31-10 | x-x  |
| Formosa  | 10-31 | ––––  | x-x  |
| Jujuy    | x-x   | x-x   | –––– |

| pos | Squadra  | G. | V. | N. | P. | P+ | P- | Diff. | Pt. |
| 1   | Misiones | 1  | 1  | 0  | 0  | 31 | 10 | 21    | 2   |
| 2   | Formosa  | 1  | 0  | 0  | 1  | 10 | 31 | -21   | 0   |
| 3   | Jujuy    | 0  | 0  | 0  | 0  | 0  | 0  | 0     | 0   |

Promossa: Misiones

### Girone B
|        | CEN   | CHU   | OES   |
| ------ | ----- | ----- | ----- |
| Centro | ––––  | 22-17 | 60-6  |
| Chubut | 17-22 | ––––  | 22-19 |
| Oeste  | 6-60  | 19-22 | ––––  |

| pos | Squadra | G. | V. | N. | P. | P+ | P- | Diff. | Pt. |
| 1   | Centro  | 2  | 2  | 0  | 0  | 82 | 23 | 59    | 4   |
| 2   | Chubut  | 2  | 1  | 0  | 1  | 39 | 41 | -2    | 2   |
| 3   | Oeste   | 2  | 0  | 0  | 2  | 25 | 82 | -57   | 0   |

Promossa: Centro